# Verleihung des Nestroy-Theaterpreises 2005
Die Nestroyverleihung 2005 war die sechste Verleihung des Nestroy-Theaterpreises und fand am 26. November 2005 im Volkstheater (Wien) statt. Von den Gewinnern in den insgesamt 11 Kategorien, wurden 4 schon im Vorfeld, die restlichen 7 erst bei der Verleihungs-Gala bekannt gegeben.
Als Moderatoren der Gala fungierten Maria Bill und Michael Schottenberg.
In diesem Jahr kam es zum ersten Ex eaquo-Ergebnis innerhalb einer Kategorie. Michael Maertens und Nicholas Ofczarek gewannen beide in der Kategorie Bester Schauspieler, nur der ebenfalls nominierte Tobias Moretti ging leer aus.

## Ausgezeichnete und Nominierte 2005
| Meiste Nestroys:      | Hunt oder Der totale Februar und König Ottokars Glück und Ende (je 2 Nestroys) |
| Meiste Nominierungen: | König Ottokars Glück und Ende (4 Nominierungen)                                |

Anmerkungen: Es sind alle Nominierten des Jahres angegeben, der Gewinner steht immer zuoberst. Die Verleihung des Nestroy 2005, bezieht sich auf die Theatersaison 2004/05.

### Beste deutschsprachige Aufführung
Die Nibelungen von Friedrich Hebbel – Inszenierung: Andreas Kriegenburg – Münchner Kammerspiele
Schutz vor der Zukunft von Christoph Marthaler – Inszenierung: Christoph Marthaler – Jugendstiltheater
Wer hat Angst vor Virginia Woolf? von Edward Albee – Inszenierung: Jürgen Gosch – Deutsches Theater Berlin

### Beste Regie
Christoph Marthaler – Schutz vor der Zukunft – Jugendstiltheater
Martin Kušej – König Ottokars Glück und Ende – Salzburger Festspiele/Burgtheater
Nicolas Stemann – Babel – Akademietheater/Burgtheater

### Beste Ausstattung
Ulrike Kaufmann, Max Kaufmann, Antonio Nodari und Erwin Piplits – Xenos – Serapionstheater
Katrin Nottrodt – Babel – Akademietheater/Burgtheater
Peter Schubert – Der Steppenwolf – Burgtheater

### Beste Schauspielerin
Sunnyi Melles – Geschichten aus dem Wiener Wald (Valerie) – Salzburger Festspiele/Bayerisches Staatsschauspiel
Andrea Clausen – Der Kirschgarten (Ranjewskaja) – Burgtheater
Christiane von Poelnitz – Die Frau von früher (Romy Vogtländer) – Burgtheater

### Bester Schauspieler
Michael Maertens – König Ottokars Glück und Ende (Rudolf von Habsburg) – Salzburger Festspiele/Burgtheater
Nicholas Ofczarek – Zu ebener Erde und erster Stock (Johann)/König Ottokars Glück und Ende – Burgtheater
Tobias Moretti – König Ottokars Glück und Ende (König Ottokar) – Salzburger Festspiele/Burgtheater

### Beste Nebenrolle
Erni Mangold – Prinzessinnendramen (Schneewittchen) – Volkstheater (Wien)
Sabine Haupt – Die Katze auf dem heißen Blechdach (Mae) – Burgtheater
Siegfried Walther – Amphitryon (Sosias) – Theater in der Josefstadt

### Bester Nachwuchs
Stefano Bernardin – Das Herz eines Boxers (Jojo) – Theater der Jugend
Christoph Nußbaumeder – Mit dem Gurkenflieger in die Südsee (Dramatiker) – Landestheater Linz
Carolin Pienkos – Lieber weit weg (Regie) – Vestibül/Burgtheater

### Beste Off-Produktion
Rabenhof Theater – Gesamte Spielzeit 2004/05 (speziell für Udo 77 von monochrom, The Great Television Swindle von maschek und Freundschaft von Erwin Steinhauer und Rupert Henning)

### Bestes Stück – Autorenpreis
Hunt oder Der totale Februar – Franzobel – Theater Hausruck

### Spezialpreis
Hunt oder Der totale Februar – Franzobel – Theater Hausruck
Heidelinde Leitgöb – Intendantin des Ursulinenhofs des Landestheater Linz
Projekt Schwarzenbergplatz – (Rimini Protokoll), Kasino/Burgtheater

### Lebenswerk
Michael Heltau